# Cinéma du Réel
Cinéma du Réel ist ein internationales Dokumentarfilmfestival, das 1978 ins Leben gerufen wurde und von der Bibliothèque publique d’information in Paris organisiert wird. Das Festival präsentiert jährlich über 200 Filme von erfahrenen Dokumentarfilmern und von Debütanten. Die Vorführungen finden im Centre Pompidou in Paris und in mehreren Kinos, welche Festivalpartner sind, statt.

## Gründung
Jean-Michel Arnold and Jean Rouch waren die Gründer des Festivals. Das erste Festival «Cinéma du Réel» fand 1978 statt.

## Beschreibung
«Cinéma du Réel» hat  sich zu einem der größten Dokumentarfilmfestivals entwickelt. Um die 170.000 Zuschauer sehen sich hunderte von Filmen an, die sowohl von etablierten Regisseuren wie auch von Neulingen stammen. Das Festival beinhaltet ebenso Workshops, Seminare und Retrospektiven.

## Preise
- Großer Preis des Cinéma du Réel
- Preis der Bibliotheken
- Scam International Prize
- Louis Marcorelles Preis
- Kurzfilmpreis
- The Young Jury Award
- Joris Ivens Preis für einen Erstlingsfilm
- Heritage Award, für einen Film mit Themenbezug zu Frankreich
- Pierre and Yolande Perrault Grant Preis für junge Filmschaffende